# Projekt Servitengasse 1938

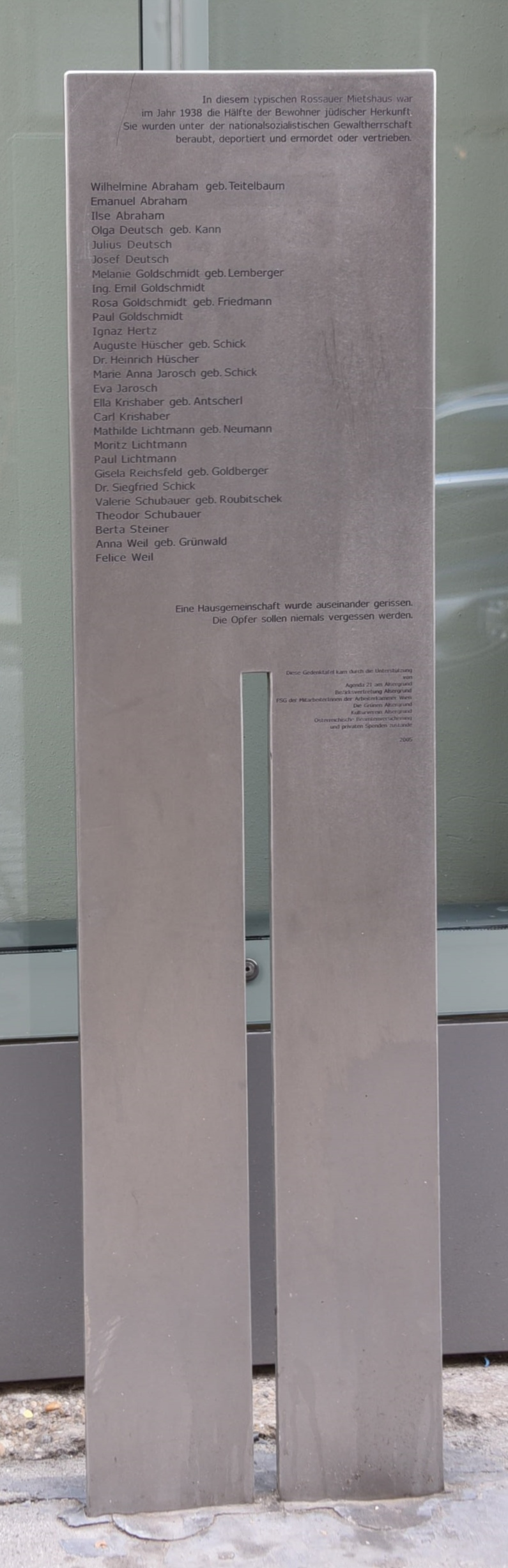
Gedenktafel für die Opfer der Servitengasse 6

Das Projekt Servitengasse 1938 ist eine Initiative von Bürgern im 9. Wiener Gemeindebezirk Alsergrund, die das Schicksal ihrer „verschwundenen Nachbarn“ aufarbeitet.

## Entstehung
Der neunte Wiener Gemeindebezirk hatte bis 1938, nach dem zweiten Wiener Gemeindebezirk, den zweithöchsten Anteil an jüdischer Bevölkerung. Da es bis heute wenige Plätze gibt, die an jene Bevölkerung erinnert, haben es sich Bürger dieses Bezirks zur Aufgabe gemacht, Erinnerungsarbeit zu leisten und ein Mahnmal zu errichten. Das Projekt entwickelte sich aus einer Privatinitiative der Bewohner des Hauses in der Servitengasse 6 und gründete sich mit Unterstützung der Agenda 21 am Alsergrund 2004.
Ziel des Projektes ist die vielschichtige Auseinandersetzung mit der Geschichte. Zu diesem Zweck wird mit diversen Schulen und mit Überlebenden der Schoah kooperiert und Kontakt gehalten. Des Weiteren werden Volkshochschulkurse gehalten. In einem Forschungsprojekt werden die Schicksale der vertriebenen und ermordeten jüdischen Bewohner der Servitengasse erforscht. Wie die Recherchen zeigten, lebten 680 Menschen zum Zeitpunkt März 1938 in der Servitengasse. 377 von ihnen wurden als Juden von den Nationalsozialisten verfolgt. 150 Menschen konnten vermutlich noch vor dem Anschluss Österreichs ins Ausland fliehen, 133 wurden in Konzentrationslager deportiert (5 von ihnen überlebten das KZ), 21 Menschen starben in Wien, 5 überlebten in einer „Mischehe“, von 68 Menschen ist das Schicksal unbekannt. 111 Geschäfte und Firmensitze befanden sich in der Servitengasse, 61 davon wurden von Juden geführt. 12 von 24 Liegenschaften in der Gasse waren jüdisch und wurden arisiert, nur 8 Liegenschaften wurden restituiert. Weiterhin gab es drei jüdische Studentenverbindungen und eine jüdische Jugendorganisation, die nach dem „Anschluss Österreichs“ geschlossen wurden.

## Gedenktafel
Eine Gedenktafel in der Servitengasse 6 erinnert an Bewohner des Hauses die beraubt, vertrieben, ermordet oder deportiert wurden. Ursprünglich sollte eine Tafel mit den Namen der Opfer des Hauses direkt am Haus angebracht werden. Dies war nicht möglich. Am 20. September 2005 wurde sie mit Unterstützung der Bezirksvorstehung Alsergrund auf öffentlichem Boden vor dem Haus durch die Bezirksvorsteherin Martina Malyar und Paul Lichtman, einem ehemaligen Bewohner des Hauses, der aus den USA angereist kam, enthüllt.

## Mahnmal

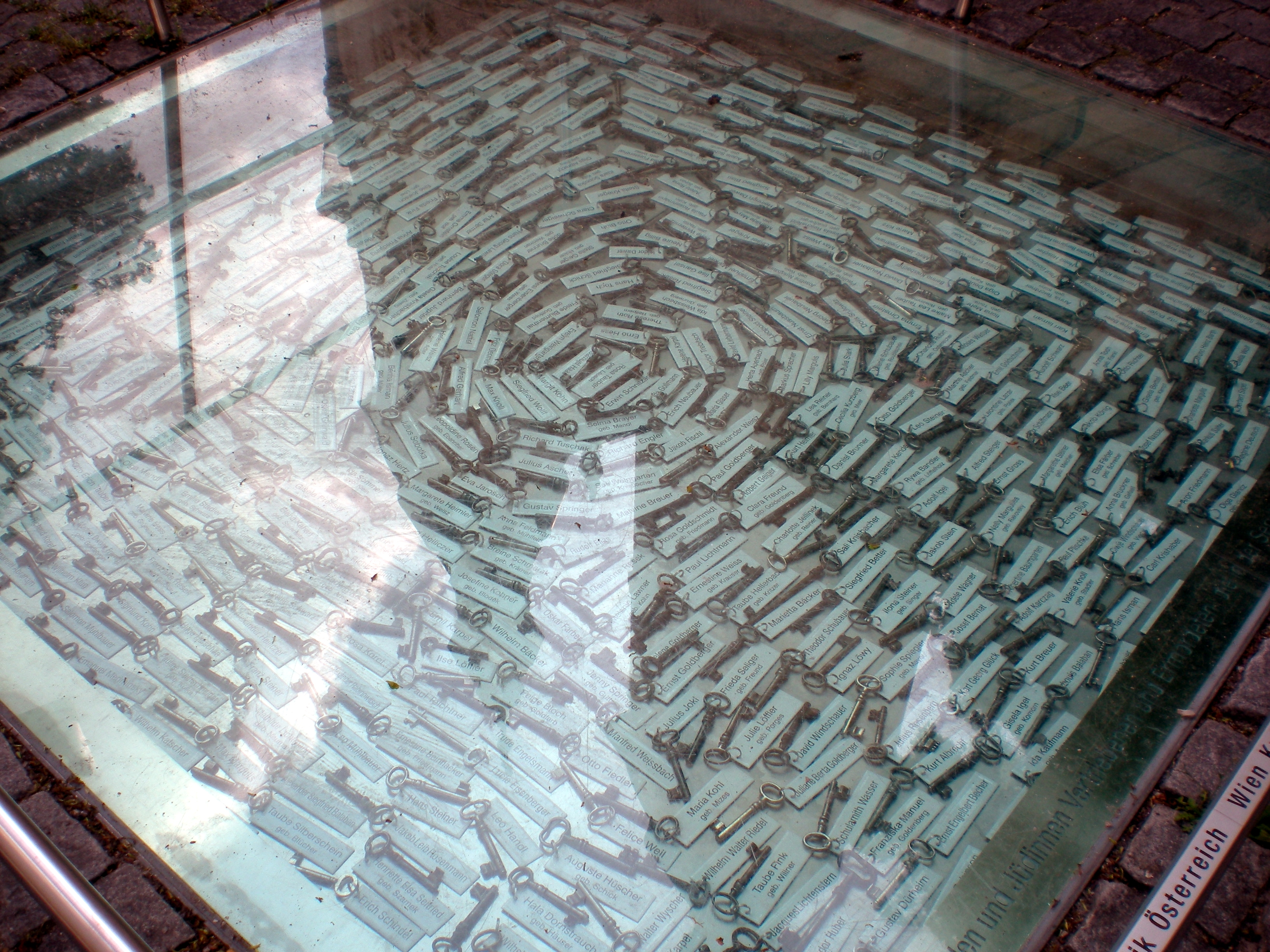
Schlüssel gegen das Vergessen, in der Wiener Servitengasse

426 Schlüssel erinnern an die jüdischen Bewohner und Geschäftsleute, die 1938 aus ihren Wohnungen vertrieben wurden. Auf Schildern an den Schlüsseln stehen die Namen der Menschen, die in der Servitengasse gelebt und gearbeitet haben. Die Schlüssel werden in einer Glasvitrine ausgestellt. Diese wurde in der Ecke Servitengasse/Grünentorgasse eingelassen. Das Denkmal wurde von der Künstlerin Julia Schulz entworfen und am 8. April 2008 enthüllt.

## Gedenktafel Schubertschule
In der Schubertschule in der Grünentorgasse 9 wurde am 1. April 2011 eine Gedenktafel enthüllt. Sie erinnert an die jüdischen Lehrer und Schüler, die nach der Annexion Österreichs nicht mehr lehren bzw. die Schule nicht mehr besuchen durften. Insbesondere erinnert die Tafel an den Religionslehrer Gotthold Antscherl, der 1942 mit seiner Familie im Vernichtungslager Maly Trostinez ermordet wurde.

## Ausstellungen
2010 wurde eine Ausstellung in zwei Teilen präsentiert. In der Galerie Fortuna in der Berggasse wurde ein Teil der erforschten Biografien präsentiert. Den zweiten Teil der Ausstellung stellten Poster dar, die das Zusammenleben der Menschen vor und nach 1938 zeigten. Diese Poster wurden in den Geschäftsauslagen der Servitengassen präsentiert.

2012 gab es eine weitere Ausstellung in der Volkshochschule Wien NordwestVHS in Alsergrund.

## Publikationen
- Birgit Johler / Maria Fritsche (Hg.): 1938 Adresse: Servitengasse. Eine Nachbarschaft auf Spurensuche, Mandelbaum Verlag, Wien 2007
- Unter dem Alsergrund. Servitengasse 1938, Dokumentation